# Iris Base Ball Club
L'Iris Base Ball Club (Iris BBC) fou un club de beisbol de Barcelona.
Fundat el 1909 és considerat com el primer equip de beisbol a Catalunya, juntament amb el Fe BBC. Impulsat per Agustí Peris i Ramon Masvidal, l'equip estava format per jugadors amateurs de la colònia americana de Barcelona i jugaven els seus partits al solar on s'ubicà posteriorment la Plaça Monumental. Durant la seva existència destacaren els primers partits de beisbol disputats contra el Fe BBC i l'Habana BBC, així com partits d'exhibició arreu del territori català per donar a conèixer l'esport. Es va dissoldre el 1910.